# 旌蛉科
旌蛉科（学名：Nemopteridae）也称线翅蛉科，是脉翅目蚁蛉总科的一科昆虫。

## 特征
旌蛉科昆虫成虫体型中至大型。头部小，向下延伸呈喙状，触角棒状，复眼发达，无单眼。前翅宽大，后翅极特化，呈狭长的细带，末端常扩展，具有伪装、平衡飞行以及控制体温等功能。特化的后翅是本科最明显的一个特征。

## 分类
旌蛉科目前已确定183种，分为2个亚科：
- 线旌蛉亚科 Crocinae：本亚科物种后翅特化为细长的丝状，并不膨大，幼虫前胸极度延长；[2]
- 旌蛉亚科 Nemopterinae：本亚科物种后翅翅端膨大，缎带状或勺状，幼虫粗壮，前胸不延长。[2]